# La tempesta (film, 1988)
Pour les articles homonymes, voir La tempesta.
Pour plus de détails, voir Fiche technique et Distribution.
La tempesta est un film italien réalisé par Giovanna Lenzi et sorti en 1988.
Il est tiré de la pièce de théâtre homonyme La Tempête que William Shakespeare a écrit vers 1610.

## Fiche technique
- Titre original italien : La tempesta[1]
- Réalisateur : Giovanna Lenzi
- Scénario : Giovanna Lenzi, Sergio Pastore
- Photographie : Vittorio D'Addio
- Montage : Gianfranco Amicucci
- Musique : Enrico Di Napoli
- Société de production : Arrafilm
- Pays de production :  Italie
- Langue de tournage : Italien
- Format : Couleur
- Durée : 120 minutes
- Genre : Aventures
- Dates de sortie :
  - Italie : 27 août 1988

## Distribution
- Alessandra Izzo :
- Laura Troschel :
- Linda Christian :
- Giorgio Ardisson :
- Gianni Dei :
- Lara Orfei :
- Sacha Darwin :
- Deborah Ergas :
- Diana Niven : Miranda
- Giovanna Lenzi :
- Michela Miti :
- Paul Müller :
- Solvi Stübing :
- Emy Valentino :
- Saverio Vallone :
- Marisa Mell